# 考加奇
考加奇（Kaugachhi），是印度西孟加拉邦North Twentyfour Parganas县的一个城镇。总人口13904（2001年）。

## 人口
该地2001年总人口13904人，其中男性7115人，女性6789人；0—6岁人口1368人，其中男737人，女631人；识字率71.92%，其中男性为76.37%，女性为67.26%。